# Serbski Ruch Odnowy

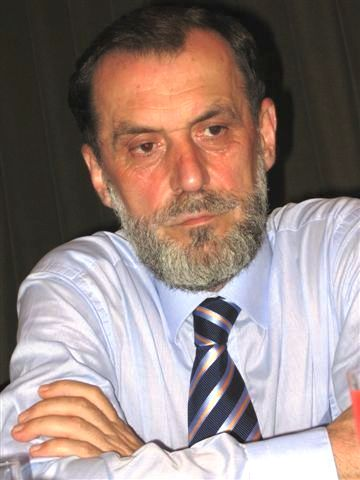
Vuk Drašković

Serbski Ruch Odnowy (serb. Srpski pokret obnove / Српски покрет обнове, SPO) – serbska partia polityczna o profilu centroprawicowym, proeuropejskim i monarchistycznym.

## Historia
Partia powstała 14 marca 1990, założyli ją Vuk Drašković (który do 2024 nieprzerwanie kierował ugrupowaniem) oraz Vojislav Šešelj. Ten ostatni wkrótce opuścił SPO, tworząc w 1991 Serbską Partię Radykalną. Serbski Ruch Odnowy od początku był ugrupowaniem opozycyjnym wobec Slobodana Miloševicia, w latach 90. był najważniejszym ugrupowaniem demokratycznym. Jego działacze byli organizatorami większości wieców i protestów, Vuk Drašković dwukrotnie był tymczasowo aresztowany z powodów politycznych, w 1993 został w trakcie pobytu w więzieniu pobity. SPO od początku brała udział w wyborach do Zgromadzenia Narodowego. W 1990 partia dostała 7,6% głosów i 19 mandatów. W wyborach w 1992 i w 1993 współtworzyła koalicję wyborczą DEPOS, wprowadzając w jej ramach odpowiednio 26 i 37 posłów. W 1996 ruch porozumiał się z Partią Demokratyczną, sojuszu wygrał wybory lokalne w stolicy (mimo próby sfałszowania wyników i nieuznawania ich przez pewien czas przez władze), porozumienie rozpadło się wkrótce po objęciu urzędu burmistrza Belgradu przez Zorana Đinđicia. W 1997 SPO w przeciwieństwie do pozostałych głównych partii opozycyjnych wziął udział w wyborach parlamentarnych, 18% głosów przełożyło się na 45 miejsc w Zgromadzeniu Narodowym. W 1998 ugrupowanie opuściła grupa skupiona wokół Velimira Ilicia, która utworzyła formację pod nazwą Nowa Serbia.
W styczniu 1999 Vuk Drašković przyjął propozycję Slobodana Miloševicia wejścia do rządu Jugosławii, obejmując tekę wicepremiera. Odwołany został w kwietniu tegoż roku w trakcie trwania operacji Allied Force. W październiku 1999 i w sierpniu 2000 dwukrotnie organizowano zamachy na życie lidera SPO. Ruch w tym czasie podjął współpracę z Demokratyczną Opozycję Serbii, jednak ostatecznie wystartował samodzielnie w wyborach w 2000. Ugrupowanie dostało 3,3% głosów i nie przekroczyło wyborczego progu. Partia przetrwała poza parlamentem, w 2003 do Zgromadzenia Narodowego wystawiła wspólną listę z Nową Serbią, wprowadzając 13 swoich przedstawicieli. Vuk Drašković w 2004 uzyskał nominację na federalnego ministra spraw zagranicznych. W trakcie kadencji doszło do kolejnego rozłamu – w 2007 część działaczy założyła Serbski Demokratyczny Ruch Odnowy.
W 2007 SPO wystawiło ponownie własną listę, która z wynikiem 3,3% poparcia znalazła się poza parlamentem. W przedterminowych wyborach w 2008 Serbski Ruch Odnowy współpracował m.in. z Partią Demokratyczną. Koalicja zwyciężyła w wyborach, ze 102 uzyskanych przez nią miejsc w Zgromadzeniu Narodowym 4 przypadły przedstawicielom SPO. Ugrupowanie wprowadziło swoich przedstawicieli do administracji rządowej. W 2011 ruch podjął decyzję o przejściu do opozycji i podjęciu współpracy z Partią Liberalno-Demokratyczną. Grupa sprzeciwiająca się zmianie sojuszu, w tym minister Srđan Srećković, została wykluczona z partii. W wyborach w 2012 SPO startowała w ramach bloku zorganizowanego przez LDP, zdobywając ponownie 4 miejsca w parlamencie. W 2014 ruch dołączył do sojuszu skupionego wokół Serbskiej Partii Postępowej, uzyskując w przedterminowych wyborach kilkuosobową reprezentację poselską z Aleksandrem Jugoviciem na czele. Niewielką poselską reprezentację SPO zachowywał na skutek wyborów w 2016, 2020, 2022 i 2023, gdy jego przedstawiciele (w tym każdorazowo Aleksandar Jugović i Aleksandar Čotrić) ponownie byli umieszczani na liście tworzonej wokół postępowców.